# 宇田川悟
宇田川 悟（うだがわ さとる、1947年2月7日- ）は、日本の料理評論家、写真家、翻訳家。

## 人物・来歴
東京都出身。早稲田大学政経学部政治学科卒。フランスの社会・文化・食文化に詳しい。

## 賞与
フランス政府農事功労章シュヴァリエを受章、ブルゴーニュワインの騎士団、シャンパーニュ騎士団、コマンドリー・ド・ボルドー、フランスチーズ鑑評騎士の会などに叙任。

## 著書
- 『食はフランスに在り』（講談社） 1986.2 、のち改題『食はフランスに在り グルメの故郷探訪』(小学館ライブラリー) 1994.12
- 『食の大地フランス』（柴田書店） 1990.5
- 『パリの調理場は戦場だった』（朝日新聞社） 1995.12
- 『ヨーロッパワイン夢紀行』（筑摩書房） 1996.2、のち改題『ヨーロッパワインの旅』(ちくま文庫)
- 『ニッポン食いしんぼ列伝』（小学館） 1997.4
- 『ヨーロッパのおもしろい博物館』（文・写真、リブロポート、Table book） 1997.9
- 『フランス美味の職人たち』（新潮社） 1998.7
- 『欧州メディアの興亡』（リベルタ出版） 1998.7
- 『図説フランスワイン紀行 知られざる名産地を訪ねて』（山本博監修、河出書房新社、ふくろうの本） 1999.12
- 『フランスはやっぱりおいしい』（著・写真、TBSブリタニカ） 1999.7
- 『フランスワイン、とっておきの最新事情』(講談社+α文庫) 1999.8
- 『図説ヨーロッパ不思議博物館』(河出書房新社、ふくろうの本） 2000.6
- 『フランス料理は進化する』(文春新書) 2002.1
- 『フレンチの達人たち』（河出書房新社） 2004.8、のち幻冬舎文庫
- 『VANストーリーズ 石津謙介とアイビーの時代』(集英社新書) 2006.12
- 『超シャンパン入門』（角川oneテーマ21） 2007.12
- 『書斎の達人』（河出書房新社） 2008.1
- 『東京フレンチ興亡史 日本の西洋料理を支えた料理人たち』(角川oneテーマ21） 2008.12
- 『フランス料理二大巨匠物語 小野正吉と村上信夫』（河出書房新社） 2009.12
- 『最後の晩餐 死ぬまえに食べておきたいものは?』（晶文社） 2011.8
- 『書斎探訪』（河出書房新社） 2012.5
- 『ホテルオークラ総料理長小野正吉 フランス料理の鬼と呼ばれた男』（柴田書店） 2014.4
- 『料理人の突破力 石鍋裕・片岡護・小室光博が語る仕事と生きかた』（晶文社） 2014.4
- 『覚悟のすき焼き 食からみる13の人生』（晶文社） 2015.9

### 共著
- 『パリ近郊の小さな旅 イル・ド・フランスの魅惑』（写真、吉村葉子共著、東京書籍） 1995.10、のち講談社文庫
- 『パリ20区物語』（写真、吉村葉子共著、東京書籍） 1996.9、のち講談社文庫
- 『パリで泊まるプチ・ホテル』（写真、吉村葉子共著、平凡社、コロナ・ブックス） 1998.10
- 『イル・ド・フランス :パリ近郊「印象派」の散歩道』（写真、吉村葉子共著、日経BP社、旅名人ブックス） 1998.6
- 『フランス田舎のプチホテル』（写真、吉村葉子共著、日経BP社、旅名人ブックス・ホテル） 1999.11
- 『シャンパーニュ 金色に輝くシャンパンの故郷へ』（写真、吉村葉子共著、日経BP社、旅名人ブックス） 1999.12
- 『パリの手わざ その場で買える職人の店』（写真、吉村葉子共著、平凡社、コロナ・ブックス） 1999.12
- 『フランスの田舎町 芸術家たちが愛した風景』（写真、吉村葉子共著、日経BP社、旅名人ブックス） 2000.11
- 『フランスの田舎で出会うおいしい料理とすてきなお土産』（写真、吉村葉子共著、角川書店） 2000.12
- 『「フランス」小さな街物語』（写真、吉村葉子共著、JTB） 2002.4
- 『吉本隆明「食」を語る』（聞き手、朝日新聞社） 2005.3、のち文庫
- 『パリの職人』（写真、吉村葉子共著、角川oneテーマ21） 2006.5

## 翻訳
- 『なぜ私が エイズ患者の告白』（ジュリエット、朝日新聞社） 1988.11、のち改題『なぜ私が AIDSになった、あるフランス人ジャーナリストの告白』(扶桑社文庫)
- 『旅人たちの食卓 近世ヨーロッパ美食紀行』（フィリップ・ジレ、平凡社） 1989.8
- 『フランス料理と美食文学』（フィリップ・ジレ、平凡社） 1990.11
- 『カトリーヌとパパ』（パトリック・モディアノ作、ジャン＝ジャック・サンペ絵、講談社） 1992.6
- 『父親はなぜ必要なのか?』（クリスティアーヌ・オリヴィエ、小学館） 2001.12